# Halsband-Brachschwalbe
Die Halsband-Brachschwalbe (Glareola nuchalis, Syn.: Galactochrysea liberiae, Galactochrysea emini) ist ein Vogel aus der Unterfamilie der Brachschwalbenartigen (Glareolidae).
Sie kommt in Äthiopien, Angola, Kamerun, Kenia, Mosambik, Namibia, Sambia, Sierra Leone, Simbabwe, Sudan, Tansania, Tschad und Uganda vor.
Das Verbreitungsgebiet umfasst frei liegende Felsen in größeren Flüssen und Fließgewässern als Brutplätze, auch Sandbänke, Felseninseln im Victoriasee und Tanafluss.

## Beschreibung
Die Halsband-Brachschwalbe ist 18–19 cm groß und wiegt 43–82 g. Die Oberseite ist dunkelbraun bis dunkelgrau, der Kopf und Scheitel fast schwarz mit einem breiten weißen Unteraugenstreif abgesetzt, der im Nacken zu einem Nackenband V-förmig zusammenläuft. Die Schnabelbasis ist wie die Beine hellrot, die Schnabelspitze schwarz. Rumpf, Bauch und Schwanzunterseite sind weiß. Im Fluge werden dunkle Flügeldecken sichtbar. Jungvögel haben noch nicht das weiße Nachenband und sind gleichförmig gelbbraun.

## Stimme
Der Ruf des Männchens wird als schnelle scharfe Reihe von seeschwalbenartigem „kik-kik-kik“ oder weicherem „kip-kip“ beschrieben.

## Geografische Variation
Es werden folgende Unterarten anerkannt:
- G. n. liberiae (Schlegel, 1881) – Rufous-collared Pratincole – von Sierra Leone bis in den Westen Kameruns
- G. n. nuchalis (G. R. Gray, 1849), – White-collared Pratincole, Nominatform – Tschad, Sudan bis Westen Äthiopiens, Kamerun östlich bis Uganda und den äußersten Westen Kenias, südlich bis Tansania, Angola und den Sambesifluss in Sambia sowie in Namibia, Simbabwe und Mosambik

## Lebensweise
Die Nahrung besteht aus Fliegen einschließlich Tsetsefliegen, Ameisen, Käfern und anderen Insekten, die zumeist im Fluge erbeutet werden. Der Vogel ist dämmerungsaktiv und jagt gerne in Gruppen.
Die Brutzeit liegt zwischen Februar und April in Sierra Leone, Dezember und März in Ghana, April und Juni in Nigeria, Juli und Oktober in der Demokratischen Republik Kongo.

## Gefährdung
Die Halsband-Brachschwalbe gilt als nicht gefährdet (Least Concern).